# Beechwood Park
Der Beechwood Park war ein Fußballstadion in der damals eigenständigen Stadt Leith, das seit 1920 zum heutigen Stadtteil der schottischen Hauptstadt Edinburgh gehört. Die ursprünglich unter dem Namen Bank Park bekannte Anlage war zwischen 1891 und 1899 die Heimatstätte von Leith Athletic als dieser in der Scottish Football League spielte.

## Geschichte
Der im Jahr 1887 gegründete Leith Athletic FC spielte ab dem Jahr 1891 im Bank Park, nachdem er zuvor in die Scottish Football League gewählt wurde und den FC Cowlairs ersetzte. Ab der Saison 1891/92 spielte der Verein fortan in der höchsten schottischen Spielklasse. Das erste Ligaspiel wurde am 22. August 1891 im Bank Park ausgetragen, wobei Leith gegen den FC Renton mit 2:3 verlor. Dabei gelang Renton-Spieler Alex McColl während des Spiels das erste Tor per Elfmeter in der Geschichte der Scottish Football League.
Der Rekordbesuch wurde von Leith gegen den FC Dumbarton im schottischen Pokal erreicht als 7000 ein 3:3 sahen. Die höchste Zuschauerzahl in der Liga erreichte der Verein in der ersten Saison im Oberhaus, als 6000 am 18. April 1892 einen 2:1-Sieg gegen Celtic Glasgow sahen.
Im Jahr 1895 wurde das Stadion in Beechwood Park umbenannt. Zuvor war der Verein nach fünf Spielzeiten aus der mittlerweile als Division One genannten ersten Liga abgestiegen. Als punktgleicher Tabellenletzter zusammen mit dem FC Dumbarton in der Saison 1894/95 erhielt Leith im Gegensatz zu den „Sons“ keine Wiederwahl.
In den folgenden vier Jahren wurde dreimal die Vizemeisterschaft in der Division Two errungen. Leith verließ nach einem 3:3-Unentschieden am 15. April 1899 im Ligaspiel gegen den FC Kilmarnock den Beechwood Park.
Der Verein teilte sich mit dem in Edinburgh ansässigen FC St. Bernard’s den New Logie Green zu Beginn der Saison 1899/1900. Den Rest der Saison spielte das Team in Hawkhill dem Heimstadion des Leith Caledonian Cricket Club.
In der folgenden Saison zog Leith in den Chancelot Park. Bis zur Auflösung des Vereins im Jahr 1955 spielte der Verein in zahlreichen weiteren Stadien darunter Old Logie Green (1924–1926), Powderhall Stadium (1926–1928), Marine Gardens (1928–1936), Old Meadowbank (1936–?) und New Meadowbank (mind. 1946–1947).
Nachdem der Verein den Beechwood Park verlassen hatte, baute North British Railway auf dem ehemaligen Stadiongelände eine Bahnstrecke die zum Hauptbahnhof von Leith führt.